# Halophila antillaea
Halophila antillaea is een mosdiertjessoort uit de familie van de Bugulidae. De wetenschappelijke naam van de soort is voor het eerst geldig gepubliceerd in 2005 door Winston.